# کاخ سیبل

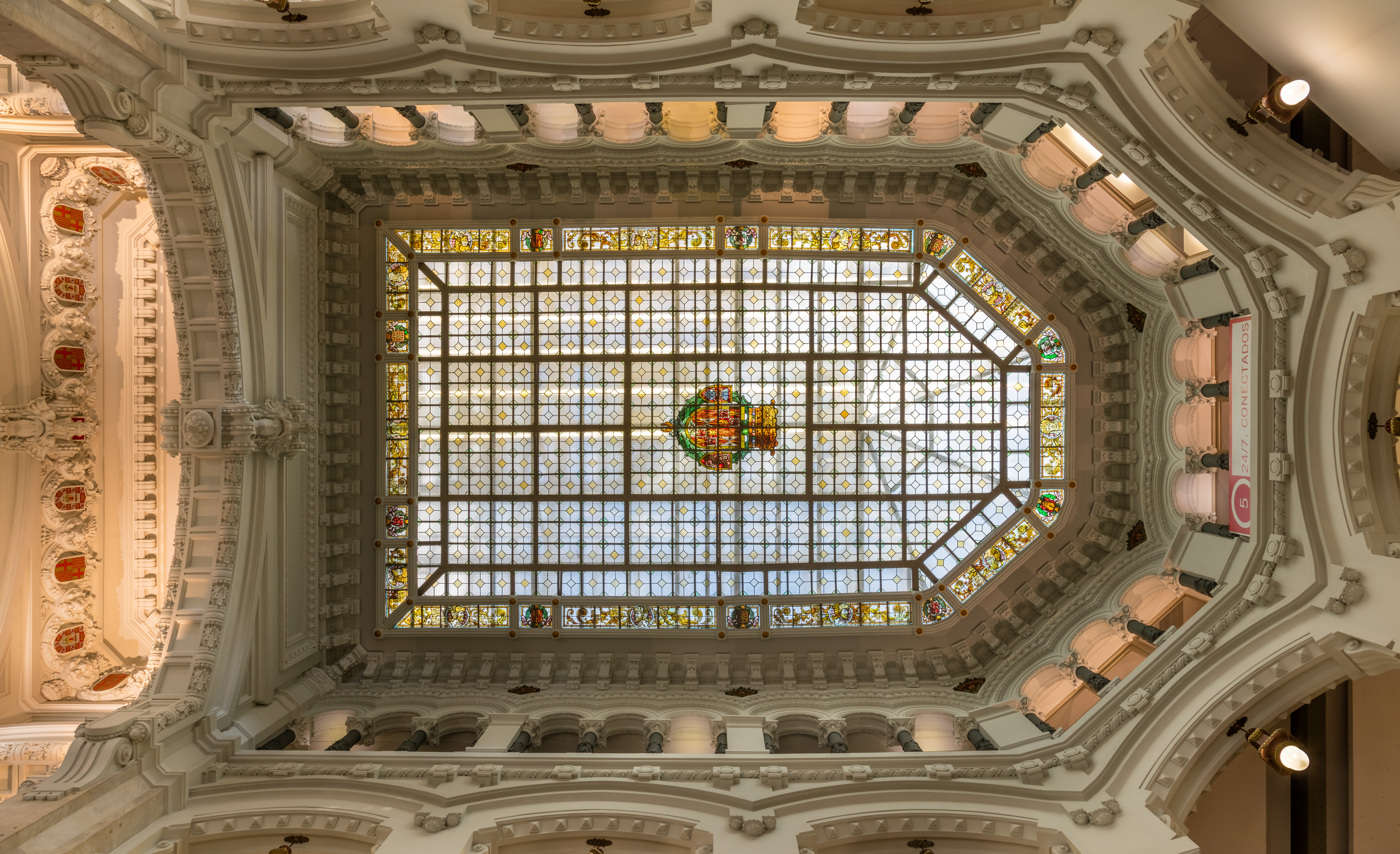
نگاره‌ای از سقف شیشه‌ای کاخ سیبل واقع در پلازا د سیبلز (en) مادرید، اسپانیا.

کاخ سیبل (انگلیسی: Cybele Palace) ارگی در  مادرید، اسپانیا است. این کاخ یکی از نمادهای شهر مادرید است. این ساختمان سابقاً اداره پست بوده است.